# Пікан-Гілл (Техас)
Пікан-Гілл (англ. Pecan Hill) — місто (англ. city) в США, в окрузі Елліс штату Техас. Населення — 735 осіб (2020).

## Географія
Пікан-Гілл розташований за координатами 32°29′27″ пн. ш. 96°46′53″ зх. д. / 32.49083° пн. ш. 96.78139° зх. д. (32.490714, -96.781334).  За даними Бюро перепису населення США в 2010 році місто мало площу 5,51 км², уся площа — суходіл.

## Демографія
Згідно з переписом 2010 року, у місті мешкало 626 осіб у 237 домогосподарствах у складі 186 родин. Густота населення становила 114 осіб/км².  Було 246 помешкань (45/км²).
Расовий склад населення:
| - 88,5 % — білих - 2,2 % — чорних або афроамериканців - 1,0 % — корінних американців - 6,7 % — осіб інших рас |

До двох чи більше рас належало 1,6 %. Частка іспаномовних становила 14,1 % від усіх жителів.
За віковим діапазоном населення розподілялося таким чином: 19,6 % — особи молодші 18 років, 69,9 % — особи у віці 18—64 років, 10,5 % — особи у віці 65 років та старші. Медіана віку мешканця становила 46,2 року. На 100 осіб жіночої статі у місті припадало 105,2 чоловіків;  на 100 жінок у віці від 18 років та старших — 98,0 чоловіків також старших 18 років.
Середній дохід на одне домашнє господарство  становив 68 260 доларів США (медіана — 52 625), а середній дохід на одну сім'ю — 75 375 доларів (медіана — 63 750). Медіана доходів становила 47 212 долари для чоловіків та 32 333 долари для жінок. За межею бідності перебувало 18,9 % осіб, у тому числі 30,8 % дітей у віці до 18 років та 3,1 % осіб у віці 65 років та старших.
Цивільне працевлаштоване населення становило 383 особи. Основні галузі зайнятості: освіта, охорона здоров'я та соціальна допомога — 17,0 %, роздрібна торгівля — 15,4 %, виробництво — 15,1 %.